# MetaBrainz基金会
MetaBrainz基金会（MetaBrainz Foundation）是成立于2004年的免税非营利组织，管理MusicBrainz及其他数个关联项目。总部位于美国加利福尼亚州聖路易斯-奧比斯波
MetaBrainz基金会的成立，使MusicBrainz从个人维护项目改进为社群维护项目，得到了积极的发展。